# Hoštice-Heroltice
Pour les articles homonymes, voir Hoštice.
Hoštice-Heroltice (en allemand : Hoschtitz-Heroltitz) est une commune du district de Vyškov, dans la région de Moravie-du-Sud, en République tchèque. Sa population s'élevait à 616 habitants en 2020.

## Géographie
Hoštice-Heroltice se trouve à 5 km au nord-ouest du centre de Vyškov, à 35 km au nord-nord-est de Brno et à 209 km au sud-est de Prague.
La commune est limitée par Pustiměř au nord, par Ivanovice na Hané et Medlovice à l'est, par Rybníček et Prusy-Boškůvky au sud, et par Topolany et Křižanovice u Vyškova à l'ouest.

## Histoire
La première mention écrite de la localité date de 1349.

## Administration
La commune se compose de deux quartiers :
- Hoštice
- Heroltice